# Maxim Michailowitsch Michailowski
Maxim Michailowitsch Michailowski (russisch Максим Михайлович Михайловский; * 24. Juli 1969 in Moskau, Russische SFSR) ist ein ehemaliger russischer Eishockeytorwart.

## Karriere
Maxim Michailowski begann seine Karriere als Eishockeyspieler in seiner Heimatstadt beim HK ZSKA Moskau, für dessen Profimannschaft er von 1988 bis 1993 in der Wysschaja Liga, der höchsten sowjetischen Spielklasse, sowie deren Nachfolgewettbewerb Internationale Hockey-Liga aktiv war. Von 1993 bis 1995 stand der Torwart bei den Detroit Falcons aus der Colonial Hockey League zwischen den Pfosten. In der Saison 1994/95 wurde er zum besten Torwart der Liga gewählt. Parallel bestritt er zudem fünf Partien für die Adirondack Red Wings aus der American Hockey League sowie eine Partie für die Detroit Vipers aus der International Hockey League. 
Zur Saison 1995/96 wurde Michailowski von seinem Ex-Klub HK ZSKA Moskau aus der Internationalen Hockey-Liga verpflichtet. In der Saison 1997/98 trat er für den HK Metallurg Magnitogorsk aus der russischen Superliga an. Die folgenden drei Jahre verbrachte er bei deren Ligarivalen HK ZSKA Moskau. Von 2001 bis 2003 spielte der Weltmeister von 1993 für den HK Lada Toljatti. Daraufhin lief er ein Jahr lang für den HK ZSKA Moskau auf. Die Saison 2004/05 begann er bei Lada Toljatti und beendete sie bei Sewerstal Tscherepowez. In der Saison 2005/06 spielte er in der zweitklassigen Wysschaja Liga für Torpedo Nischni Nowgorod, ehe er seine Karriere im Alter von 37 Jahren beendete. 

### International
Für Russland nahm Michailowski an der Weltmeisterschaft 1993 teil, bei der er mit seiner Mannschaft die Goldmedaille gewann. Außerdem stand er im Kader Russlands bei den Weltmeisterschaften 1996 und 1997. Zuvor hatte Michailowski bereits mit der UdSSR bei der Junioren-Weltmeisterschaft 1989 die Goldmedaille errungen.

## Erfolge und Auszeichnungen
- 1990 Europapokal-Gewinn mit dem HK ZSKA Moskau
- 1993 Verdienter Meister des Sports Russlands im Eishockey
- 1995 Bester Torwart der Colonial Hockey League
- 1998 Russischer Pokalsieger mit dem HK Metallurg Magnitogorsk
- 2003 All-Star-Team der Superliga

### International
- 1989 Goldmedaille bei der Junioren-Weltmeisterschaft
- 1993 Goldmedaille bei der Weltmeisterschaft